# Abeja zángano

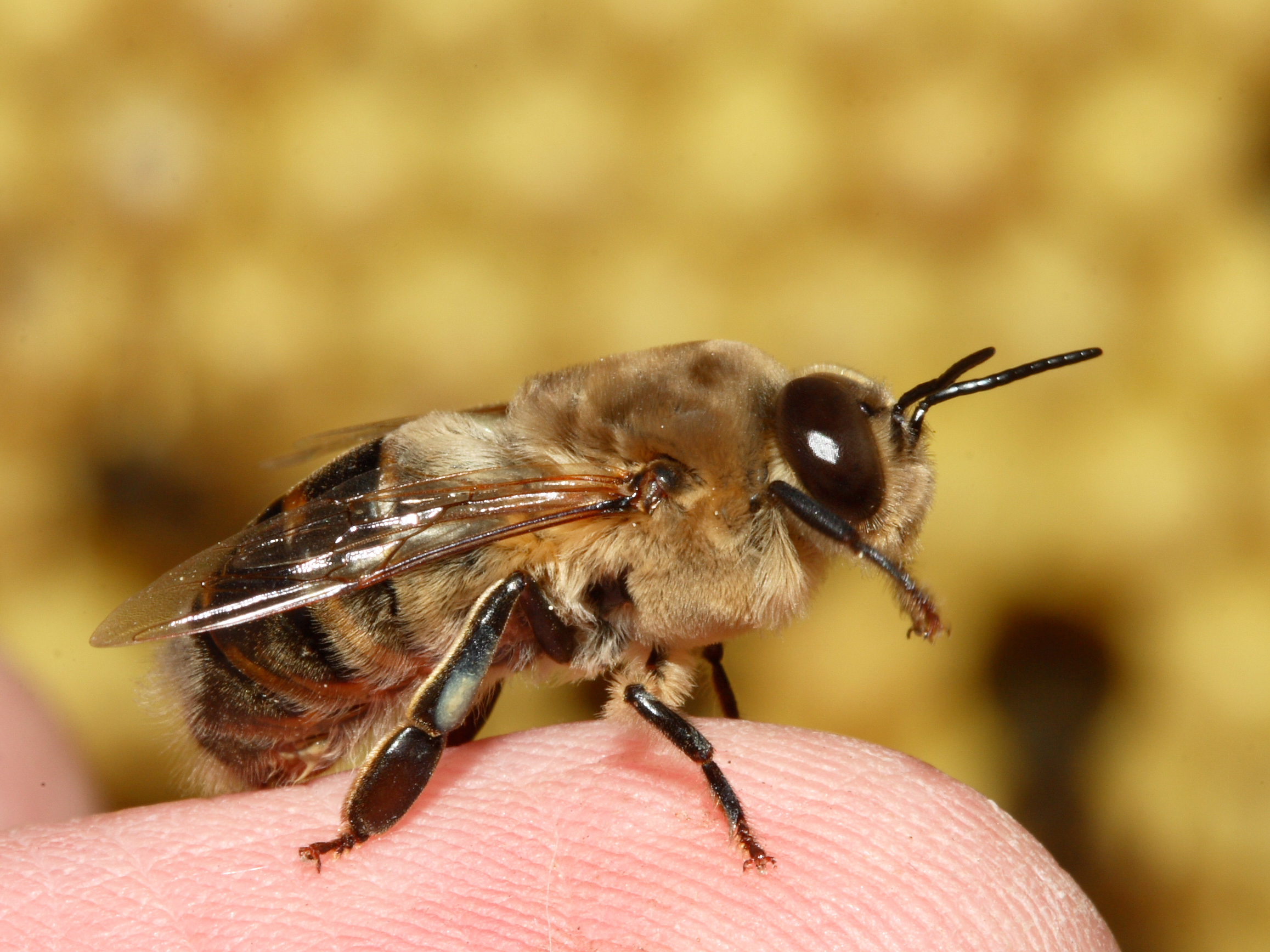

Los zánganos son las abejas machos de una colmena; se desarrollan en celdas más grandes que las obreras, de 6,5 mm de diámetro y proceden de huevos sin fecundar (partenogénesis). Este es el sistema característico de los himenópteros, llamado haplodiploidía, para determinar el sexo de sus descendientes, en el que los machos tienen la mitad de los cromosomas que las hembras.
Nacen a los veinticuatro días de la puesta; la celda operculada es fácilmente reconocible, ya que sobresale por ser más abultada que la de una obrera. Cuando se permite construir panales a las obreras sin cera estampada, es factible que construyan panales zanganeros, y si los panales tienen láminas de cera, pueden modificar alguna parte agrandando las celdas. Si la lámina tiene las celdillas con medidas para obreras, pueden construir celdas grandes en la parte baja del panal o si tienen espacio entre las alzas; todas las colonias potentes acondicionan celdas para machos, en los cuales la reina depositará huevos no fecundados que darán origen a zánganos.
Como en la cámara de cría todos los panales que pone el apicultor son con celdas de obrera, la cantidad de machos que nacen es limitada, pero al sumarse los nacidos en varias colmenas son suficientes para saturar las zonas de fecundación de reinas. Si los panales son construidos en su totalidad por las obreras en la época de mayor mielada, es frecuente encontrar una gran cantidad de celdas grandes de macho.
Los zánganos aparecen normalmente en primavera, perdurando en toda la estación reproductiva de la colonia, primavera-verano-comienzo de otoño, siempre que existan reinas sin fecundar, siendo el tiempo de vida de aproximadamente tres meses. Si el flujo de alimento es escaso, las abejas obreras expulsan a los machos, muriendo de frío o hambre fuera de la colmena. Las colmenas con reinas vírgenes los toleran hasta la fecundación de la misma.
La fecundación de la abeja reina se produce en el vuelo de fecundación o vuelo nupcial, que las reinas repiten normalmente en dos, tres y hasta en cinco oportunidades. Copulando en pleno vuelo para caer al pasto muchas veces juntos. Luego de la cópula, el zángano muere, dado que se desprende su aparato genital. Las reinas copulan con varios zánganos. La reina guarda en el interior de su espermateca el esperma de los diferentes machos con que copuló. Los zánganos no poseen aguijón, ya que el aguijón es en realidad un ovipositor modificado.

## Características de un zángano
Los zánganos son fácilmente reconocibles por varias características: sus grandes ojos, que podemos observar desde la parte superior, mayor tamaño, su abdomen rectangular largo y robusto y su vuelo ruidoso. Sus ojos, al ser grandes, le permiten tener un amplio campo de visión; es sin duda la casta que mejor ve, ya que deben poder localizar a las hembras vírgenes en el vuelo de apareamiento. Tienen una lengua muy corta, lo cual les impide libar el néctar; por ello son alimentados por las obreras. No tienen corbícula en el tercer par de patas como las obreras, lo que les impide el transporte de polen o propóleo. El no poseer glándulas odoríferas les permite entrar a cualquier colmena en virtud de que las guardianas que vigilan las entradas les permiten el acceso. No tienen aguijón.

## Las funciones del zángano
Fecundar a la reina, entre los doce y veinticuatro días de su eclosión están maduros para el apareamiento, que se realiza en el aire por machos que se concentran en grandes grupos.
En el vuelo nupcial los zánganos más fuertes fecundarán a la reina, en virtud de que la alcanzan más fácilmente, en su vuelo vertical dentro de la concentración de machos. Suelen tener lugares específicos donde se posan en el día a la espera de un vuelo de fecundación, y si no consiguen fecundar una reina, regresan a las colmenas. Este comportamiento los convierte en posibles transmisores de enfermedades.
Producir calor, se coloca sobre las celdillas con cría reemplazando a las obreras nodrizas para producir calor y calentar la cría, liberando a las nodrizas para otras funciones.[cita requerida]

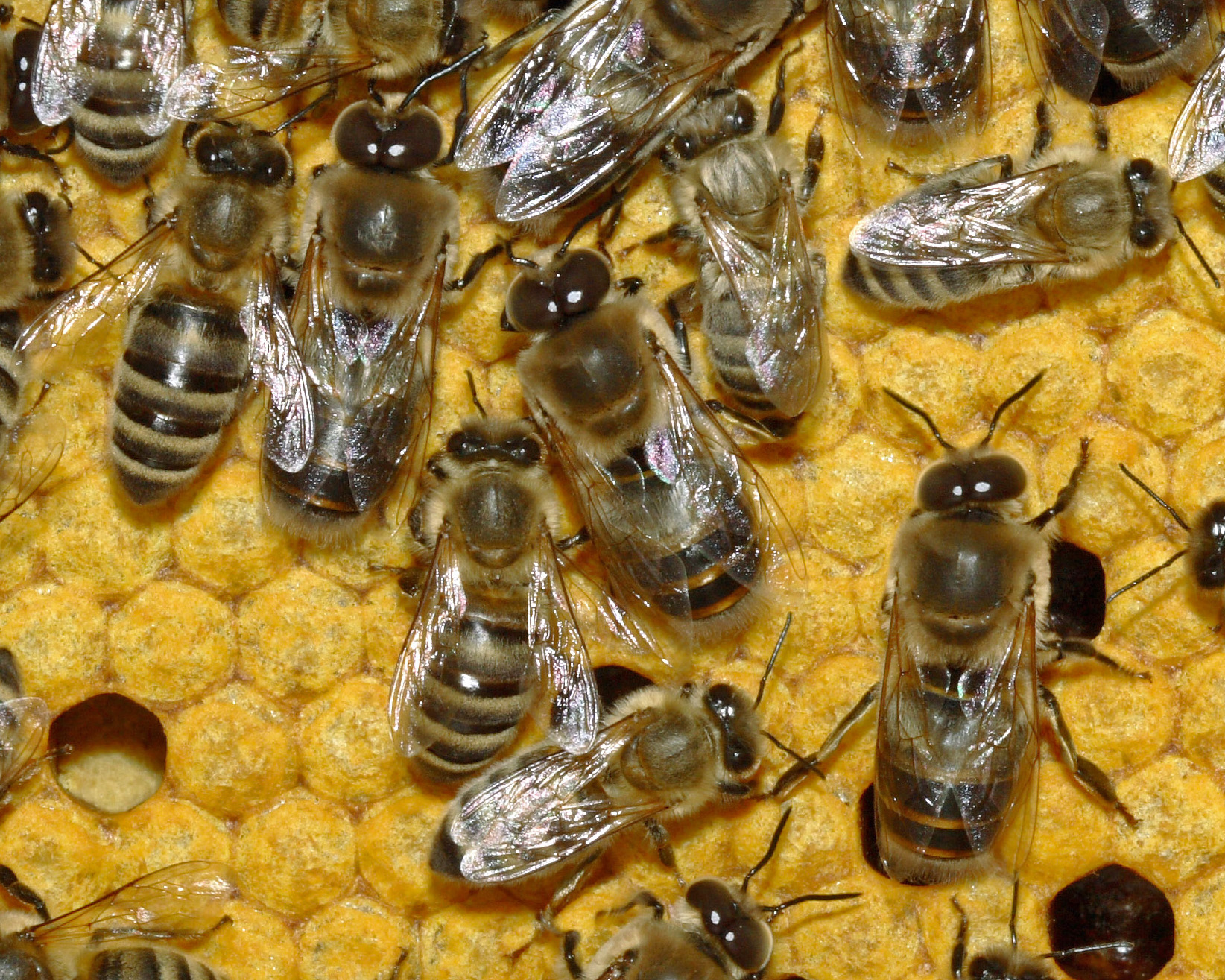
Zánganos y obreras. Los zánganos se distinguen por sus ojos más grandes que los de las obreras.

Repartir néctar, los zánganos realizan la trofalaxis, que es la conducta de repartir alimento entre individuos. El néctar, con gran porcentaje de agua, debe pasar varias veces por el buche de las abejas para llegar a ser miel. De esta forma, los zánganos contribuyen a la elaboración de la miel.

## Elegir zánganos que el apicultor quiere para fecundar una reina
Si el apicultor ha seleccionado una colmena mansa y quiere que este carácter prevalezca, se puede establecer una zona de fecundación. Para ello las colmenas que uno pretende que aporten los zánganos deben estar saturadas de ellos. El apicultor deberá instalar marcos con celdas zanganeras en la cámara de cría de estas colmenas, al menos sesenta días antes de la fecundación de las reinas. Nacidos los zánganos a los veinticuatro días, y madurados sexualmente a los cincuenta y ocho días, el apicultor estará en condiciones de saturar, con los ejemplares elegidos, una zona de fecundación, teniendo de esta manera mayor probabilidad de apareamiento.
Otro método para la selección de la genética de los zánganos es la inseminación artificial de la abeja reina con semen de estos. El semen se obtiene con una jeringa de fecundación especial, apretando el abdomen de los zánganos sexualmente maduros.

## Ciclo del zángano
| Tipo    | Huevo  | Larva    | Operculado | Pupa      | Período desarrollo | Fertilidad   | Tamaño   | Peso        |
| ------- | ------ | -------- | ---------- | --------- | ------------------ | ------------ | -------- | ----------- |
| Zángano | 3 días | 6,5 días | 10 días    | 14,5 días | 24 días            | unos 38 días | 15-17 mm | unos 200 mg |